# Eldák (Warhammer 40 000)
A Warhammer 40 000 képzeletbeli univerzumában az elda (angolul: Eldar) egy elf-szerű humanoid faj. Az egyik legősibb és legfejlettebb faj az univerzum történelmében, bár fiatalabbak mint a necronok, c'tan-ok és az öregek (The Old Ones). Hadseregük általában sebességbeli és technológiai előnyökkel bír.
Abban az értelemben, hogy a Warhammer 40 000-es és a korábbi Warhammer Fantasy között párhuzamok vonhatóak fajok tekintetében, az elda az elf fajjal párhuzamos. A Warhammer 40 000-ben az eldák három elkülönülő csoportra oszthatóak a saját elkülönülő hadseregükkel: a mestervilági eldák, melyek hasonulnak a nemes elfekhez, a sötét eldák melyek hasonlítanak a sötét elfekhez továbbá a harlequinek, melyek megfelelője nem szerepel a Warhammer Fantasyben. Az exoditák, melyek javarészt a Warhammer 40 000 háttértörténetben szerepelnek, hasonlítanak a Wood Elves-re. A megfeleltethetőségek mégis csak nagyon általános elméleti értelemben vehetőek, mivel a fajok főbb háttértörténeti részletei nagyban eltérnek Fantasy megfelelőjüktől.

## Háttér
Ne bízz megjelenésükben, mert az elda annyira idegen a jótól, a becsület emberétől mint a vad tyrannidák és barbár orkok. Szeszélyesek és ingatagok, ok és figyelmeztetés nélkül támadnak. Nincs bennük megértés mert nincs mit megérteni - ők az univerzum véletlen harci ereje.

### Biológia
Látszólag az eldák megjelenése nagyon hasonló az emberéhez, bár általában magasabbak, végtagjaik karcsúak, éles arcvonásokkal és hegyes füllel bírnak. Az elda reflexek és mozgás általában sokkal gyorsabb mint az emberé, érzékeik és szemük is élesebb. Míg távolról tekintve hasonlóságokat lehet felfedezni, a legátütőbb különbség ember és elda között mégis a mozgásban rejlik, mely rendkívül könnyed mégis céltudatos, olyan módon mely embernél nem megfigyelhető.
Az elda test nem tartalmaz zsírszövetet, izomszöveteik sűrűek és ruganyosak, biztosítva agilitásukat és bájukat, velőtlen csontokkal bírnak melyek könnyebbek az emberieknél. Belső szerveiknek nincsen emberi megfelelője, rendszerezettséget, esztétikus letisztultságot mutatnak. Hasüregük csontos lemezeket tartalmaz, mely másodlagos mellkasként szolgálva védi az emésztő és nemzőszerveiket. Továbbá az elda "gyomor" nem tartalmaz kémiai enzimeket, sem emésztőnedveket. Az elda ivarsejt-kiválasztódás lépcsőzetes. Az elda agy rendkívüli sűrűségű agyszövettel rendelkezik, többfajta idegdúccal, fogaik a koponya kinövései, ellentétben az emberrel, melyeknél alapvetően szeparálva vannak tőle. Extrémen fejlett reakciós képességekkel rendelkeznek az emberhez viszonyítva, mozgásuk és reakcióik majdnem követhetetlenek emberi szemmel. Négyszeres DNS spirállal rendelkeznek, szemben az emberek kétszeres DNS spiráljával.
Az elda emberi normákhoz mérten sokáig él, legtöbbjük több száz, akár ezer évet is megélhet, kivéve ha más módon életét nem veszti. Fajtájuk magas szintű pszichikus erővel rendelkezik, mely technológiájuk alapját szolgálja. Az elda mely aktívan ápolja pszichikus potenciálját hosszabb ideig él. Ezáltal az elda vezetők és látnokok akár több ezer évet is megélhetnek. Egy elda látnok halála nem csupán a materiális test elhagyását jelenti, egy haldokló elda látnok tiszta kristállyá válik, mint azok a látnokok, melyek túl sok időt töltenek telepatikus képességeik fokozásával.

### Történelem
A ma létező elda faj egy menekült nemzet szétszóródott maradványa, mely csak árnyéka egykori erejének és hatalmának, de még így is az univerzum egyik legjelentősebb erejét képviseli. Egykoron az elda volt a domináns faj a galaxisban, jelentős részét uralva annak. Bár több fejlett technológiával és katonai erővel bíró faj is létezett az univerzumban, egyik sem volt abban a helyzetben, hogy komolyan árnyékot vethetett volna az eldák dicsőségére. A katasztrófa, ami jött, belülről fakadt. Az önimádat és a munkakényszer hiánya romboló hatással volt a társadalmi morálra, egyéni szeszélyeknek és vágyaknak kezdtek élni. Gyorsan elterjedtek a testi gyönyörökre épülő egyre gyalázatosabb szórakozások. Nem telt el sok idő, és számos elda elmélyedt a sötét titkok tanulmányozásában, az azonnali gyönyör és zabolátlan erőszak hajhászásában. Sokakat nyugtalansággal töltött el társaik cselekedetei, a legbölcsebb Látnokok figyelmeztettek is, hogy a hedonista ösvény, melyre sokan rátévedtek, csak a gonoszhoz és szenvedéshez vezethet. Néhány tisztának megmaradt elda elhagyta a birodalom belső világait, hogy a peremvidékekre költözzenek (ők később exoditákként lettek ismeretesek), míg néhányan maradtak és megpróbálták megváltoztatni fajuk veszélyes életútját.
Míg egy ilyen fordulat pusztítóan hatott volna bármilyen közösségre, az eldákra nézve még nagyobb kárt okozott. Erőt nyerve az elhunyt elda örömkultisták lelkéből gyűlni kezdtek a pszichikus kisugárzásai eme korrupt cselekedeteknek a hipertér interdimenzionális párhuzamos birodalmában. Ahogy az eldák bűnei nőttek, úgy nőtt a korrupció koncentráltsága is, mígnem saját életre nem ébredt. Ez a pszichikai romlottság a „lelkek elnyelőjében”, az eldák végzetében, a negyedik káoszisten, Slaanesh személyében nyert öntudatot. A pszichikus kitörés miatt, mely születését követte, a Hipertérben ezer fényéven belül minden elda lélek széthasadt. Slaanesh tudatra ébredése olyan erővel bírt, hogy interdimenzionális kaput tépett a hipertér és a materiális világ közé, beszippantván az elda világokat a pokol tornácára, egy részleges létbe. Ez a terület az Iszonyat Szemeként (Eye of Terror) lett ismeretes, mely otthont ad a Káosz hatalmainak. Ez volt A Bukás (The Fall).
Ettől az időtől fogva az elda egy megtört, szétszóródott nép lett, mindenfajta kohézió és cél nélkül. Az elveszett elda világok túlélői a mestervilágokon élnek, melyek elkerülték a katasztrófát és függetlenek egymástól. Minden eldát nagyon megváltoztatott A Bukás, Slaanesh pedig a hipertérben maradt, mindig éberen várakozva új elda lelkek bekebelezésére.

### Mitológia
Az elda kultúra nagy része mitológiájuk köré épül. Leghíresebb volt ezek közül a Háború a Mennyekben (War in Heaven), az egyik legnagyobb konfliktus az elda istenségek között. Két frakció alakult ki, melyet Vaul, a Kovácsisten (God of Forge), és Kaela Mensha Khaine, a Háború Istene vezetett.
Az elda mitológia kezdetén, a béke és boldogság korszakában az istenek eldák között jártak, tanították őket. Egy napon Lileath, a Hajadon (The Maiden), az Álmok Istennője (Goddess of Dreams), megálmodta Khaine, az elda Háború Isten, halandók általi pusztulását. Mivel Lilaeth ismert volt profetikus álmairól, Khaine a próféciát nagyon komolyan vette és elhatározta, hogy elpusztítja az elda népet, mintsem hogy ők sodorják pusztulásba. Az ezt követő mészárlás olyan méreteket öltött, hogy Isha, a Föld Istennője (Goddess of Earth) Asuryanhoz fohászkodott, hogy vessen véget neki. Asuryan így is tett és egy fizikai gátat hozott létre az eldák és isteneik között elválasztván őket. Elrendelte, hogy egy istenség sem avatkozhat bele eldák dolgaiba, és nem kommunikálhat velük soha többet. Így Khaine eldák elleni háborúja megszakadt egy időre.
Ennek ellenére Isha és hitvese Kurnous, a Vadászat Istene ezt túl soknak érezte. Isha és Kurnous szerették elda gyermekeiket és nem bírták az elválasztást. Megkeresték problémájukkal Vault, A Kovácsistent, aki megígérte, hogy segít nekik. Vaul segítségével megkovácsolták a lélekköveket (spirit stones), melyek által a halandó eldák kommunikálni tudtak isteneikkel. Ezek segítségével Isha és Kurnous titokban tovább tudta tanítani és felügyelni halandó gyermekeiket.
A béke nem volt tartós, mert egy nap Khaine belebotlott kettejükbe, miközben kommunikáltak az eldákkal és az információt azonnal Asuryan elé terjesztette. Annak ellenére, hogy Asuryan szimpatizált Ishával és Kurnousszal, saját törvényeit szegték meg, így kelletlenül, de elrendelte, hogy a két istent adják át Khaine-nek, hogy belátása szerint járjon el velük.
Khaine a kínzás összes általa ismert borzalmas tanát alkalmazta Ishán és Kurnouson. Sokan az elda istenek közül úgy vélték Khaine túl messzire megy és titokban támogatták Isha és Kurnous próbálkozását az eldákkal való kapcsolat megalakítására , de nyilvánosan csak egy mert értük kiállni. Vaul a rendelet ellen szólalt és Khaine-el végül is egyezségre jutott, hogy egy év múlva Khaine elengedi Ishát és Kurnoust 100 kardért cserébe. Vaul oly remek mestere volt a kovácsolásnak hogy egyetlen általa készített penge felbecsülhetetlen értékkel bírt, egyetlen halandó ezer halandó fegyver ellen győzedelmeskedne Vaul Kardjával (Sword of Vaul).
Vaul azonnal munkához látott megörvendvén, hogy barátai szenvedésének véget tud vetni. Szerencsétlenségében viszont egy év elteltével csak kilencvenkilenc karddal készült el, érvénytelenítve ezzel a megállapodást. Egy átlagos halandó kardot kevert a többi közé, remélvén, hogy a Háborúk Istene nem venné észre. Khaine annyira elégedett volt a fegyverekkel, hogy haladéktalanul szabadon engedte Ishát és Kurnoust, belefeledkezve a kardokba ölt mesteri tudás látványába. Mikor már Isha és Kurnous régen szabadok voltak fedezte fel Khaine a halandó kardot.
Khaine üvöltött a dühtől, Vault csalónak, hazugnak, tolvajnak nevezte. Azonnal elindult hogy Vaul nyomára bukkanjon és bosszút álljon. Az ezt követő háború az isteneket Khaine és Vaul követőire választotta szét és örökkévalóságig húzódó véres háborúk kezdődtek közöttük. Istenek álltak át, nagy hőstettek és gonosz gyávaságok láttak napvilágot, melyek az elda frakciók közötti viszályokban tükröződtek vissza a halandó birodalmakban. Maga Asuryan pártatlan maradt és egykedvűen szemlélte a vérontást, lassan megbánva Isha és Kurnous felett kimondott ítéletének hevességét.
Más elbeszélések szerint Khaine az Ősi Eldák oldalán a Necronok és istenük, Kaelis Ra, a Halálhozó elleni csatát egy törött kard miatt vesztette el. A lidércpenge Lanthrilaq a Fürge kardja volt, az ő kezében tört el, megbontva ezzel az eldák arcvonalát, elveszejtve ezzel népét.
Vaul újrakovácsolta az utolsó kardot, melynek elkészítésével elbukott Khaine előtt, a leghatalmasabbat, melyet Anarisnak nevezett el. Ezzel a fegyverrel felfegyverkezve harcba bocsátkozott Khaine ellen. Hosszú, keményen megvívott küzdelem volt, de még Anarisszal sem volt méltó ellenfele a Háború Istennek. Khaine lesújtott, megcsonkítva ezzel Vault, odaszegezve üllőjéhez.
Faolchú a sólyom lélek (Falcon Spirit Faolchú), aki Vaul oldalán harcolt, megragadta Anarist és egyenesen Eldaneshez vitte, a legnagyobb halandó eldához. Anarisszal a kezében Vörös Hold Eldanesh (Eldanesh of the Red Moon) felvette a harcot Khaine ellen. Eldanesh jól harcolt de őt is legyőzte Khaine és szétzúzta testét. Ezen cselekedete óta illetik őt elda nyelven a Kaela Mensha névvel, melynek jelentése „Véres Kezű”. A továbbiakban Khaine-t a Véres Kezűnek (Khaine the Bloody Handed) nevezik. Asuryan megelégelte a mészárlást és elrendelte a háború végét, Khaine bosszútól ittasan, elégedetten hagyta el a csatateret.
Évezredekkel később, mikor az elda faj elhagyta első világukat és a csillagokba utazott, egy csillagközi világot kovácsoltak maguknak, mégis a hanyatlás és gyengeség ütötte fel fejét. Hedonista és önző gondolataik és érzelmeik egybeolvadtak egy új halálos káosz istenné – Slaaneshé. Slaanesh születése és az eldák bukása volt az elda pantheon végének hírnöke. Slaanesh elvetemülten mészárolta az elda isteneket, – Lileath, Isha, Asuryan, még az idős vak Morai-Heg is áldozatul esett Slaanesh démoni szolgáinak. Khaine, a leghatalmasabb harcos az istenek közül, is szembeszállt Slaaneshel, de elbukott és teste millió darabra zúzódott , melyek a pszichikus avatarjaivá váltak Khaine-nek. Ezen szilánkok megidézésével a leghatalmasabb látnokok képesek Khaine-t a csatatérre idézni. Lileath próféciája valóra vált és az elda faj lett Khaine veszte, még úgy is, hogy ő harcolt a megmentésükért. Csak Cegorath a Nevető Isten (Laughing God) volt képes élve elmenekülni Slaanesh elől, így Cegorath és a Kéjek ocsmány hercege még a mai napig is harcban állnak, A Végtelen Táncot járva. (Dance Without End)
Annak ellenére, hogy kétségtelenül ez a legismertebb mítoszuk, az elda mitológia sok történetet tartalmaz és minden eldatól elvárható, hogy a legfontosabbakat ismerje. Az eldain nyelvre gyakorolt hatása eme mítoszoknak, hogy rendkívül összetetté tegye azt, majdnem érthetetlenné téve emberi füleknek, főleg a mítoszokon belüli bonyolult utalások miatt. Például a 'Faolchú' szó amely együttesen utal a Falcon antigravitációs tankra, de jelenthetné a legendás madarat is és annak cselekedeteit, mely a szónak azonnali szóhasználat feletti mellékjelentéseket kölcsönöz.
Vegyük figyelembe, hogy a Háború a Mennyekben egy olyan mítosz, melyben az ősi humanoid faj, a Necrontyr és az Öregek (Old Ones) közötti háborúra is sokszor utalást találunk, mikor a galaxis fiatal volt sok millió évvel ezelőtt. Ez a háború nem az ami az elda mítoszban kirajzolódik, pusztán a néven osztoznak, ennek ellenére többen állítják, hogy egymásra épül a két történet. Fontos emlékezni arra, hogy a Mennyei Háború egy mítosz, nem történelem, az eldák mégis hisznek benne, ha nem is olyan értelemben, mint ahogy azt az Impérium polgárai (Imperial citizens) teszik az emberi történelem eseményeivel kapcsolatban, amik vannak olyan új keletűek, hogy tényként vannak rögzítve, nem mítoszként (annak ellenére, hogy sok tudásnak nyoma veszett a Harc Kora óta (Age of Strife)). Istenek nagyon is léteznek a Warhammer 40000 univerzumában, gyakran a kollektív tudatalatti manifesztációjaként, melyet egy csoport pszichikusan érzékeny lény épít fel az idő folyamán. Slaanesh is így jött létre, mint ahogy az új elda isten Ynnead is most kezd alakot ölteni.
Sok elda isten hasonul a görög mitológia isteneivel. Példának okáért, Khaine és a görög Árész, mindkettő heves és erőszakos háborús uszító, sok közös tulajdonsággal bírnak.
Hasonló párhuzam vonható Isha és Demeter, Vaul és Hephaisztosz, Asuryan és Zeusz közé is.

## Elda Játékmenet
Az eldák általában sebességükre és tűzerejükre hagyatkoznak csatáikban, taktikáik gyors támadásokra és a csatatéren való mozgásra összpontosulnak. Igen hasznos és hatásos rohamfegyverekkel rendelkeznek. A Warhammer 40 000 összes hadserege közül az övék az egyetlen, amely hatalmas számú specialistát képes csatasorba állítani. A legtöbb elda harcos páratlan teljesítményt tud nyújtani ha egy területen belül megszerzett szakértelmét hasznosítani tudja és rendkívül hatástalan ha más szerepkörben kell teljesítenie. (Pl. a Dark Reaper könnyedén elpusztítja a nehéz gyalogságot és elég ideje marad arra, hogy járművekkel is megbirkózzon. Így a játékhoz a helyes pozicionálás és a megfelelő célkiválasztás elengedhetetlen.
A legújabb frissítés megérkezésével, a Harlequin, az elda fő hadsereg egy mellékága, mely versenyeken eddig nem volt elfogadott két kiadás óta, visszatér. Az elda hadsereg részeként lehet most már csatasorba állítani őket.
A régebbi harmadik kiadás szabályai a különböző elda frakciókról már nem versenyképesek. Ennek ellenére néhány maradvány a régi szabálykönyvből fellelhető az új elda kódexben (pl: egy teljes osztag Wraithguard telepíthető seregként).

## Technológia
Az elda technológia minden tekintetben sokkal fejlettebb, mint bármely, amit az Impérium valaha is birtokolt. Az eldák olyan erejű fegyvereket forgatnak, melyek egész csillagrendszereket is könnyen megsemmisíthetnének, olyan hajókon utaznak melyek egy szívdobbanás alatt átszelik a galaxist. Erejük csúcsán az eldák olyan erőknek parancsoltak, melyek bolygókat tudtak volna létrehozni, megváltoztatták az Immatérium állagát, létrehozván ezzel a hiperhálót (Webway), egy interdimenzionális portálrendszert a hipertéren át, mely lehetővé tette az eldáknak, hogy pillanatok alatt mozogjanak elveszett birodalmuk bolygói között.

## Az elda frakciók
A Bukást követően az eldák szociálisan és kulturálisan széles körű csoportokká osztódtak. Annak ellenére hogy a frakciókon belül is léteznek további csoportosulások, a következő lista tartalmazza a legfontosabbakat:

### Az elda mestervilágok
A Bukást megelőző időkben nem minden elda maradt az elda birodalom elsődleges világain. Sokan szabadok maradtak a káosz rontása alól, tovább küzdve pusztulásba sodródott fajtájukért. Ennek lehetetlensége miatt a legnagyobb elda látnokok óriási erőfeszítéseket tettek népük megmentéséért. A csontdalnokok (Bonesingers) minden egyes elda világhoz egy gigantikus lidérccsont hajót készíttettek, bolygók nagyságát meghaladó méretekkel. Az utolsó tiszta eldák szálltak ezekre a hajókra, művészeti értékeikkel, növény és állatviláguk darabjaival és minden mással ami az elda kultúrából menthető volt. Eme mestervilágokkal (Craftworlds), ahogy később ismertté váltak, kezdődött meg az utolsó Elda Kivonulás (Elda Exodus), még éppen időben. A pszichikus lökéshullám, ami Slaanesh ébredését kísérte, még elért pár mestervilágot, elpusztítva őket, míg mások az Iszonyat Szeme (Eye of Terror) körüli pályára álltak. A többi a mai napig a galaxisban sodródik, számuk ismeretlen, nehezen tudnak csak kapcsolatot teremteni egymással.
A legfontosabb mestervilágok:
- Alaitoc – Távol a galaxis peremén, az ismert univerzum szélén fekszik az Alaitoc mestervilág. Az Alaitoc eldái fanatikusan védekeznek Slaanesh érintése ellen, még a többi mestervilágnál is hevesebben. Ezen okok miatt sok polgáruk előbb vagy utóbb elhagyja a hajó szigorú börtönét és kisebb csoportokban felkerekedik. A szükség órájában visszatérnek, hogy minden egységnek elegendő felderítője (Scout) és mesterlövésze (Ranger a játék alapján) legyen. Páncélzatuk színei a kék és sárgától, kék és csontszínig változik.
- Altanasar vagy Altansar – Egy kisebb mestervilág, mely A Bukás lökéshullámának szélén volt. Az Altanasarról sokáig azt feltételezték, hogy eltűnt az Iszonyat Szemében a többi elda világgal együtt. Mindezek ellenére jelentések szerint észlelték őket, sőt mi több, a Tizenharmadik Fekete Kereszteshadjárat (13th Black Crusade) idején az Impérium és Káosz hatalmai között nemrég kitört hadjáratba való beavatkozásukról is érkezett jelentés. A negyedik kiadású Elda Kódex feltárja, hogy az Altanasar ténylegesen megszökött a katasztrófa elől és hogy más Mestervilágok lakóira gyanúval tekintenek az Iszonyat Szemében való több ezer éven át tartó raboskodásuk miatt.
- Biel-Tan – A Biel-tan a legharciasabb mestervilágok egyike. Megpróbálják újrakovácsolni az Elda Birodalmat. Hadseregük a többi mestervilághoz képest legnagyobb százalékban bír elit csapatokkal és polgár-milicistákkal melyeket a legtöbb világ harcba hív háború idején. Legmagasabban képzett egységeiket Pengeszélnek (Swordwind) nevezik, gyakran sietnek exodita világok segítségére. Nevük valószínűleg a kelta Baltanából (Beltane) lett származtatva. Mestervilágaik és csapataik színe általában zöld és fehér. Legmagasabb rangú látnokuk a Macha nevet viseli.
- Iyanden – Az Iyanden mestervilág egykoron a legnagyobb és legvirágzóbb volt az összes megmaradt elda világ között, de a Tyrannidák Kraken nevű Kaptárflottájának (Tyranid Hive Fleet) támadását követő harcokban a mestervilág majdnem megsemmisült, lakossága szétszóródott. Emiatt gyakran rákényszerülnek, hogy az elesettekhez forduljanak segítségért, így a jellemzőnél több Lidércőrt és Lidérclordot (Wraithguard, Wraithlord) idéznek meg, hogy fogyatkozó harcosaikat támogassák. Páncéljuk uralkodóan sárga kisebb kék foltokkal.
- Saim-Hann – Az első mestervilág, mely elhagyta az Elda Birodalmat. A Saim-Hann harcosai – akik a Wild Riders nevet viselik – támadásuk sebességéről és kegyetlenségükről lettek híresek. A többi elda emiatt barbárnak és vadnak tekinti őket és a nehezebb időkben magukra hagyják őket. Ennek ellenére szoros kapcsolatot ápolnak a többi exoditával. Törzsszerű társadalomban élnek, vezetőik közötti nézeteltéréseiket gyakran kiválasztott bajnokaik közötti rituális harccal simítják el. A Saim-Hann kiejtése „szemhájn”, valószínűleg a kelta Samhainból eredendően. A Saim-Hann színei vörös, fehérrel, vagy feketével.
- Ulthwé – Az egyik legnagyobb mestervilág, ami az Iszonyat Szeme körüli pályán halad. Ezáltal folyamatosan káoszmartalócok (Chaos Marauder), Káoszgárdisták (Chaos Marines) és démonok általi veszélyekkel kell szembesülniük. A Hipertér Pusztító Erői (Ruinous Powers of the Warp) elleni bástyaként léteznek már több ezer éve. A folyamatos háború és a támadások kockázata megkeményítette eme mestervilág polgárait. Állandó hadseregük a Fekete Őrzők (Black Guardians) nevet viseli. A Szemhez való közelségük miatt különösen magas számú tehetséges látnokkal rendelkeznek. Az Ulthwé fő színe a fekete, egy világosabb színnel, mint a narancs vagy a sárga.

A mestervilágok képezik a túlélő elda faj java részét a negyvenegyedik évezred galaxisában. Biztosan kijelenthető, hogy a megmaradt elda ipar, technológia és kultúra bölcsőjét képezik, megtartva az eredeti világok maradványait. A legtöbb mestervilág speciális biodómokkal is rendelkezik, melyek otthont adnak világuk állat-, és növényvilágának, melyeket gondosan ápolnak. Annak ellenére, hogy minden mestervilág cselekedeteiben és kormányzásában lényegében független egymástól, de gyakran megfogadják egymás tanácsait. Nem gyakran, de egy mestervilágok közötti nézeteltérés miatt egymásra támadhatnak, bár csak végső megoldásként.

### Exoditák(Exodites)
A Bukás idején az eldák leépülése nem ellenállás nélkül zajlott. A látnokok nyíltan kritizálni kezdték a többség feslettségét és figyelmeztettek a hedonista, romlott káoszkultusz megszületésére. Jutalmuk leginkább véleményük semmibevétele volt, szűk látókörűnek, puritán fanatikusnak bélyegezték őket. Végül az elda társadalom általános összeomlása idején röviddel Slaanesh születése előtt még a legelkötelezettebbek is elfogadták, hogy a halál birodalma és a romlottság elől már nincs kiút. Néhányan közülük úgy döntöttek, elhagyják az Elda Birodalmat, hogy új bolygókon telepedjenek le. Ők voltak az egyetlenek akiket a Káosz érintése nem tudott megrontani. Számuk közvetlen a Bukás előtt rendkívül alacsony volt. Exoditáknak nevezik őket, mivel elhagyták otthonukat, az Elda Birodalmat mielőtt túl késő lett volna.
Az exoditák általában fejletlennek hatnak az űrben portyázó eldákhoz képest, annak ellenére, hogy javarészt rendelkeznek az eldák által használt igen fejlett technológiákkal. A Végtelen Körforgás (Infinity Circuit) rácsként szolgál pszichoaktív Eldain kristályból faragott kő menhirek, obeliszkek, kő körök számára. A kívülállók (Outcast) is menedéket találhatnak az exoditák között.
Az exoditák gyakran kerülnek összetűzésbe az ember és ork fajjal, akik bolygóikon próbálnak letelepedni. Néhány mestervilág, különösen a Biel-Tan, hírhedtté váltak exodita testvéreik eltökélt támogatása miatt. Valahányszor az Emberiség Birodalma az exoditák által lakott bolygókon próbált letelepedni, szembesülnie kellett a Biel-Tan haragjával.

### Elda Harlequinek
A Harlequinek a különös Elda isten, Cegorach követői, a Nagy Harlequiné (A Nevető Istené ), egyike a Bukást csupán két isteni túlélőinek.
A Harlequinek harcos trubadúrok, akik részletesen megépített impresszív maszkjukkal, mimikájukkal és akrobatikájukkal számos különös történetet mesélnek el az Elda mitológiából.
Egzotikus többszínű kosztümöket hordanak, gazdagon megmintázva, hogy vissza tudják adni az Elda mitológia köreit. A csoportok a Webwayen át utaznak, felkeresve a Mestervilágokat és más Elda erődítményeket, hogy tánccal és dallal felelevenítsék ősi mitikus korszakuk történeteit. Ezek a nem mindennapi előadások erősen szimbolikusak és fontos eseménynek számítanak egy Elda életében. A Harlequinek szükség esetén is megjelennek és az Elda oldalán harcolnak titokzatos céljaikért. Magasan képzett harcosok akik majdnem mindig közelharcban jeleskednek. Ismertté váltak arról, hogy más fajoknak is védelmére kelnek a káosz erői ellen. Mérhetetlen képességeiket alacsony létszámuk egyensúlyozza ki, igen ritkán utaznak 15-20 fősnél nagyobb csoportokban. A „Nagy Terv” (Great Plan) gondolat zászlaja alatt egyesülnek, az egyetlen olyan Elda csoport lévén, akik különböző alcsoportjaik között egységességet mutatnak. (A Mestervilágok teljesen szeparáltak egymástól, az Exoditák saját világuk fenntartásával küszködnek, a kitaszítottak és kalózok pedig teljesen öntörvényűen, magányosan élnek természetüknél fogva.)
A Harlequinek, mint az Ordo Malleus, a káosz esküdt ellenségei. A Fekete Könyvtárat őrzik (Black Library), a helyet ahol az Eldák káoszról megszerzett tudása található és csak az Inkvizíció és Illuminati egy-két kiválasztottját engedik belépni őrizet alatt. A Harlequinek egy próbát állnak ki, ami állítólag felszabadítja őket Slaanesh vonzásától, ebből kifolyólag nem viselnek Lélekköveket (Spirit Stones). Ha egy Harlequin meghal, lelke eggyé válik a Nevető Istenével.
A Harlequinek még az Eldák között is titokzatosnak számítanak, ritkán beszédesek csapataikon kívüliekkel.
A legtitokzatosabb minden Harlequin között a Solitaire-ek, kivételesek, mivel ők nem lépnek fel a többiekkel hacsak nem a Bukás és a Nagy Ellenség születésének történetét adják elő, amiben maga Slaanesh szerepét játsszák.
A Solitaire-k „toborozzák” a több ezernyi Elda és más csoportok közül a Harlequinné válókat, a legöregebb leghatalmasabb Solitairekre bízzák rá a Fekete Könyvtár védelmét.
Követelmény, hogy egy Solitairenek ne legyen lelke, így pszichikus erőkre teljesen érzéketlenek, felismerhető érzelmeket nem mutatnak, az Elda rúnákban nevük „a lelketlenek”-et jelent.
Egy másik tradíció szerint a Solitairek lelke Slaanesh tulajdona, halála után a Nagy Harlequinen szembesülnie kell Slaaneshel és trükkel visszakapnia Slaanesh zsákmányát.
Ha a Nagy Harlequin sikerrel jár, a Solitaire lelkét egy Lélek Járó (Spirit Walker) porhüvelyében helyezi el. A Lélek Járó az Elda Lidérclordhoz hasonlítható, viszont megőrzi a Solitaire hihetetlen mozgékonyságát. A Solitarieok hihetetlen erős harcosok, igen alacsony létszámban.
Abbadon 13. Hadjáratában, Ahriman Káoszvarázsló a Thousands Sons alól sikeresen bejutott a Fekete Könyvtárba, de egy Elda és Harlequinből álló kombinált csoport megállította őt.

### Kalózok és kitaszítottak
Néhány elda az elda ösvény rigid kényszerűségét elfogadhatatlannak találja és elhagyják mestervilágukat. Kitaszítottak néven ismerik őket (Outcasts). Sok elda tölti éveit, évtizedeit kitaszítottként, de általában visszatérnek az elda utak egyikére. Elhagyják a mestervilágot és máshol élnek, vándorolnak a galaxison át az emberek és az Exoditák világait meglátogatva. Ezek az elda realisták, gyakran igen kemények, gonoszak, magányos farkasok, a mestervilág elda ellentétei.
Elda “kalózokról” is beszélhetünk, egy olyan csoportról mely nem körvonalazódott oly tisztán mint a többi. Néhány elda kalóz tulajdonképpen a mestervilágok távoli flottái, néhány többi csoport pedig helytelenül azonosított Harlequin vagy Setét Elda. Egyesek a Bukástól elmenekült kitartó flotta, melyek a mestervilágokkal elvesztették kapcsolataikat és bázisukat.
Egyesek saját cselekedeteik által kényszerültek kalóz vagy kitaszított életmódra, jobbára saját cselekedeteik, választásuk által. Számos elda nem hajlandó alávetni magát a mestervilág szigorú szabályainak, bűnt követ el népe ellen, így a menekülést választja mintsem hogy szembesüljön az ítéletével. Az egyik ilyen híres kalóz Iyandeni Yriel, egykori flottaparancsnok akit száműztek a Mestervilágról, miután az Iszonyat Szemébe üldözött vissza egy támadást, kevés védelemmel. Ő és legénysége egy kalózcsapatot szervezett melyek különböző emberi világok között működött, gyakran szerződve velük szolgáltatásaiért. Egy nagyszámú flottát is összegyűjtött és később visszatért hogy megmentse Iyandent a tyrannidák támadása alól.
Sok kalóz azonban sokkal kevésbé nagylelkű. Sokan közülük az elda ösvény sötét útját választják, és kalózként dolgozva csillapítják az izgalom és harci vágy iránti szomjukat. Általában kijelenthető viszont, hogy a kalózok általában hirtelen haragú és kiszámíthatatlan jellemű Eldák, amelyek jelleme gyorsan felszínre tör, ha a saját maguk által épített rendpárti társadalmakon kívül kerülnek.
A Kitaszítottak (a Kalózokkal együtt) nem szívesen látott vendégek a mestervilágokon, csak nagyon rövid időre, mivel elméjük veszélyesen szétszórt és vonzza a hipertér pszichikus birodalmának vadászait. Démonok, vagy a hipertér egyéb lényei megtalálják az Kitaszítottak elméjét és befészkelik vele magukat a Mestervilág lidérccsont-mag pszichoszupportív környezetébe – ami katasztrofális lenne. A Kalózok más értelemben is veszélyt jelentenek, jelenlétük megzavarja a fiatal és tapasztalatlan eldákat a szabadságba vezető romantikával átszőtt útjukon. Annak ellenére, hogy jelenlétük nemkívánatos a Mestervilágok fedélzetén, a kitaszítottak gyakran életbevágóan fontos szerepet játszanak a mestervilág hadseregében felderítőként. Ezek a csatatéri felderítők a Ranger nevet viselik, gyakran mesterlövészként tevékenykedve, fejlett álcázó technológiájukat és igen erős fegyverzetüket használva.
A kitaszítottság további formái is ismertek, extrémisták, kik az elda exarchákhoz hasonlóan túl messze zarándokoltak választott sorsuk ösvényén, mintsem hogy valaha is visszatérhessenek elda közösségükbe. Példának okáért a Felfedezők (Explorers) akik az őrületbe kergették önmagukat a kaland és tárgyi leletek iránti csillapíthatatlan szomjuk miatt, tudósok melyek ősi tabu technológiákat kutatnak. Vegyük példának Kurnous Szakértőit (Adepts of Kurnous) kik vadászok, átutazták a galaxist, levadászva és megölve számtalan a galaxisban élő fajt. Az Exodita társadalmakkal csak korlátozott kapcsolatban voltak, ám ezek a halálos ragadozókat csak a galaxisban élő intelligens fajok levadászása hajtja – legyen az saját fajtájuk akár. Avengerek (Bosszúállók) is szintén kitaszítottak, kik magányos ösvényre taszítva vadásszák le és élik ki bosszúvágyaikat bűnözőkön, deviánsokon. Imperiális és más idegen társadalmakban végzett szolgálataik miatt egy bizonyos misztikumot, legendás jellemet kölcsönzött a kitaszítottak eme fajtájának.

## Elda utak

### A Harcos Útja
Az Maszk-templomokok első alapítóit Főnix Uraknak vagy Úrnőknek nevezik (Phoenix Lord). Amikor egy Maszk harcos Exarchává válik, felölti az ősi Exarcha páncélzat egyikét ami a templomhozhoz tartozik, mely eggyé válik vele. Ez azt jelenti, hogy a harcos lelke eggyé válik az öltözet előző viselőinek lelkével, lényegében így téve teljessé a Végtelen Körfogást.
Az első és legnagyobb Főnix Úr, Asurmen, Asur Keze volt.. Ő a Bukás idején élt, és ő vezette önkéntes száműzetésbe az Eldákat a hatalmas mestervilágok fedélzetén. Ő alapította az első Maszk-templomot, Asur templomát, s ő alapította meg az Eldák Útját, ami segít majd az Eldáknak megtisztítaniuk a lelküket a vérszomjtól, és a vad szenvedélytől, mely a kárhozatba taszította a népüket. Asurmen azt tanította, hogy van arra mód, hogy az Eldák megzabolázzák vad természetüket, és fegyverré formálják indulataikat, mellyel nem elpusztítják, hanem megvédik népüket. Ez volt a Maszk-harcosok útja. Ezután Asur követői minden mestervilágra elvitték a Harcos Útját, és elsőnek a Zord Bosszúállók templomát alapították meg. Idővel más templomok is létrejöttek, melyek görbe tükröt tartottak az elda lélek mélyén lapuló vérszomj sokrétűségének. Mindegyik út az elda természet egy részét jelképezte. Így az Eldák Útja az önuralomról és megbánásról szól. Voltak olyanok, akik újra és újra visszatértek ugyanarra az útra, de olyanok is, akik saját ösztöneik foglyai lettek és többé már nem voltak képesek elhagyni az általuk választott utat. Ők lettek a csodált és elátkozott exarchák, Kaela Mensha Khaine inkarnációi. Az eldák egyszerre csodálják őket és undorodnak tőlük.
Amikor egy elda harcos befejezettnek tekinti Maszk-templomban szolgálatában töltött idejét (életciklusát), egy másik Ösvénynek kötelezi el magát. Mivel számuk alacsony, minden eldától elvárják hogy szolgáljon, ha háborúba hívják. Így ha a mestervilág háborúba indul, az egykori Maszk-harcosok Őrzőként (Guardian) szolgálnak. Minden Maszk templomnak van egy Főnix lordja, aki alapította.
A leggyakoribb Maszk-templomok:
- Zord Bosszúállók (Dire Avengers)

A Dire Avengerek a legősibb és legnagyobb Maszk-templom, a háború tradicionálisabb nézetét testesítik meg. Khaine-t, mint a nemes és könyörtelen harcost testesítik meg. Teljeskörű gyalogságként veszik be a csatateret, az Elda tradicionális harci eszközeivel felfegyverkezve, lőtávban továbbfejlesztett Shuriken Katapultokkal. A Dire Avenger Exarch képes a Diresword és Shuriken pisztoly használatára átlagos harci eszközeiért cserébe, továbbá a Shimmershield közelharci védelmének kihasználására. A Dire Avengerek Főnix Lordja Asurmen, Asur Keze. Ő volt az első és legnagyobb Főnix Lord, aki kitanította a többi Főnix Lordot a harc művészetében.
- Setét Kaszások (Dark Reapers)

A Setét Kaszások Khaine-t mint pusztítót testesítik meg, kőszívűen lecsapva az ellenségre a messzeségből. Távolsági tűzerőre specializálódtak. Harcba fenyegető, feketébe páncélozott csapatként jelennek meg, gyorstüzelő mini rakétavetőt, “reaper launcher”-t (reapervetőt) kezelve, mellyel nagyszámú gyalogságot pusztítanak el. A Dark Reaper Exarch egy rakétavetővel vagy Viharvetővel (Tempest Launcher) van ellátva. A Dark Reaperek Főnix Lordja Maugan Ra, a Lelkek Learatója (Harvester of Souls), aki az Altansar Mestervilágről származik, amit elnyelt a Iszonyat Szeme, egyetlen túlélő maradt csak, Maugan Ra Főnix Úr. Vértezete a káosszal vívott csatában feketedett meg, ezért fekete minden Setét Kaszás vértje. Fő céljuk megtalálni Maugan Ra ősi vértezetét, és elveszett mestervilágukat. Mivel világuk elpusztult, csak a csatában érzik otthon magukat. Soha senki sem ragadta meg jobban Khaine a Véreskezű isten természetét mint Maugan Ra. Ezért az eldák iszonyattal szemlélték e templomot. Világa pusztulása után Maugan Ra azt vallotta, hogy "A Háború az én Uram, s Úrnőm a Halál". Azóta a Setét Kaszások templomában mindenhol ott van ez az idézet lidérccsont oltárba vésve.
- Tűzsárkányok (Fire Dragons)

A Fire Dragon-ok, a tudás misztikus kígyói után kapván nevüket, Khaine tüzes dühét testesítik meg, így általában vörös vagy narancssárga páncélt viselnek, rövidtávú hő alapú fegyverzetet használnak, melyet fúziós fegyvernek is neveznek (hasonló az Impérium melta fegyvereihez). Fegyvereik és kiképzésük ellenséges tankok és nehézgyalogság elpusztítására teszi alkalmassá őket. Az Exarcha Sárkány Lélegzete lángszórót használ (Dragon's Breath), mely a könnyűgyalogság hordáival is könnyedén elbánik. A Fire Dragon-ok Főnix Lordja Fuegan, Az Égő Lándzsa. (Fuegan, The Burning Lance)
- Sikító Boszorkányok (Howling Banshees)

A Sikító Boszorkányok általában női elda harcosok alakulata, akik az elda legenda szellemeit testesítik meg, gyors halált hozva ellenségeikre. Híresek harci maszkok hordásáról amik döfő, pszichikusan töltött sikolyokat bocsátanak ki amikor a harcosok támadnak, eme sikolyok megzavarják ellenfeleiket, könnyebbé téve lemészárlásukat. A Boszorkányok a mozgékonyságra specializálódtak (a szívósság kárára), energiafegyvereket használnak amelyek könnyedén átvágnak a nehézpáncélzaton. A Sikító Boszorkányok Főnix Lordja Jain'Zar, A Csend Vihara (Jain'Zar, The Storm Of Silence).
- Fénylő Szigonyok (Shining Spears)

A relatív ritka Shining Spear-ek Khaine lándzsáját testesítik meg, egy sebezhetetlen fegyvert amit a Háborúk Istene forgatott. Egyedien hatnak abban a szempontból, hogy egyedül ők használnak fényes jetbikeokat- lényegében hihetetlenül gyors motor-szerű járműveket melyek a föld felett lebegnek gravtankhoz hasonló technológiát alkalmazva. Speciálisan tervezett lándzsákat forgatnak, melyeket Lézer Lándzsaként (Laser Lance) ismerünk, melyek képesek rövidtávú erős lézersugár kilövésére. Ilyen módon a keményen büntető középkori lovagságként operálnak. Ez időben még nincs ismert Főnix Lordja a Shining Spearsnek.
- Vadászó Skorpiók (Striking Scorpions)

A Vadászó Skorpiók szintén közelharcra specializálódtak. A Howling Bansheeknál lassabban mozognak, de erősebbek és Space Marinehoz hasonló nehézpáncélzatot viselnek. A Bansheek elterelő maszkja helyett a Scorpionok inkább fejre szerelt fegyvert, 'mandi blaster'-t alkalmaznak, ebből kifolyólag a harcos keze szabad közelharci fegyverek forgatására, úgymint lánckard. Az exarchák fegyverzete gyakran Scorpion's Claw, Biting Blade vagy kettős láncszabja. A könnyűgyalogság legyőzésére alkalmasak, ellentétben a nehéz gyalogságot gyorsan lerohanó és szétkaszaboló Banshee-kal.
A Vadászó Skorpiók Főnix Lordja Karandras, az Árnyvadász (Shadow Hunter), bár megjegyzendő hogy Karandas nem az eredeti Főnix Lord. A valós Arthra, A Skorpiók Atyja (Father of Scorpions), az egyetlen Főnix Lord aki ténylegesen elhagyta templomát és az elda népet. Sok elmélet összeköti őt az Incubi „Setét Atyjával” , egy Setét elda harcos kultusszal, kik hasonulnak a Vadászó Skorpiókkal. Arthráról azt regélik, hogy „ a Sötétségbe fordult a fény elől” és a Hiperhálóba (Webway) menekült, miután őrjöngve elpusztította első templomát. A Setét Elda kódex nyomatékosan rámutat hogy az Incubi „bukott” Striking Scorpions, Koradhil Exarch elmondása szerint, ki látni vélte a harcosok ilyenfajta csoportját.
- Swooping Hawks

A Swooping Hawks egy teljesen mobil templom, az ősi elda legendák ragadozómadarait reprezentálják. Bonyolult szárnykomplexumot hordanak ami lehetővé teszi számukra hogy a csatatér kritikus pontjain támogatást tudjanak nyújtani. A Bansheekhoz hasonlóan a Sólymok a tartósság árát fizették mobilitásukért. Megjegyzendő, hogy lábukon ügyesen megtervezett gránátvetőket viselnek, melyekkel röptében bombázzák ellenségeiket miközben csatába repülnek. A Swooping Hawks Főnix Lordja Baharroth, A Szelek Kiáltása néven ismert. (The Cry of the Wind)
- Hipertér pókok (Warp Spiders)

A Hipertér pókok az Infinity Circuit-et őrző kis pókok után lettek modellezve. Ezek a pókok a lidérccsont struktúrán belül bárhova képesek teleportálni, hogy felhasználják ezt a képességüket démonikus lények beszivárgásának levadászására, visszaverésére. A Hipertér pókok hasonló elv alapján működnek, nehézpáncélzatot viselnek melyek együtt dolgoznak egy szerkezettel, mely lehető teszi számukra a csatatérre való teleportálást, figyelmeztetés és előjel nélküli támadást és visszavonulást, mielőtt az ellen válaszolni tudna. Harcban rövid távú „Death Spinner”-t forgatnak, melyek könnyedén lemészárolják az ellenség gyalogságát, különösen könnyű vagy semmilyen páncélzatot nem viselőket, mivel a Deathspinner monofilament drótfelhővel tüzel ami zsugorítja, majd szétdarálja a húst, ám nehezebb páncélzat ellen hatástalan. A Hipertér pókoknak nincsen Főnix Lordjuk, relatív új templomról van szó.

### A Látnok Útja
A Harcos Útja után újabb ösvények születtek. Többek között a Látnok útja. Kik életük ösvényén az Exarchákhoz hasonlóan örökre elvesznek, Látnokként (Farseer) ismeretesek. A mestervilágok kormányzása általában a Látnokok Tanácsára hárul. A Látnokok igen széles körű jövendölésekkel érkeznek, mivel ez az egyik legmindennapibb képesség. A Warhammer 40 000 világában, két másik fajta Látnok is létezik, a Warlock és a Spirit Seer. A Warlockok és Spirit Seerek a Látnok ösvényén járnak, de nem vesznek el abban, és előtte a Harcos Útját járták. Hatalmukat a csatákban más Elda segítségére fordítják, pajzsként védve őket a bajtól, megtámadva az ellenséget. A Spirit Seerek olyan Látnokok, akik a holtakkal kommunikálnak; nem meglepő, hogy az Iyanden sorai között a leggyakoribbak és néha Wraithguardokat vezetnek a harcba.
A Látnokok szerepe hogy a jövőt figyeljék és megállapítsák az elda faj számára legmegfelelőbb utat. Ez rúnakövek megidézésével, lidércsont szilánkok és más pszichoérzékeny anyagok vetésével történik, melyek reagálnak a kitekert, probabilista téridő zűrzavarára.
Az ilyen kövek vetéséből a Látnok gyakran meg tudja állapítani mi lesz a legmegfelelőbb döntés, a jövő mélyebb távlataiba viszont valóban ritkán tudnak betekinteni.
Esetenként a hatalmasabb Látnokok nagyobb szerencsétlenségek előjeleit megérezhetik és eltérítik az eldákat a lehetséges katasztrófa és végzet elől. Mivel népük száma ily alacsony, minden elda életet meg szeretnének őrizni.
Jövőt látó képességük és a látottakra való reagálásuk bizalmatlanságot keltett más fajokban. Időnként egy Látnok jövőbeli elda életek megmentését véli látni egy-egy világ, flotta, bázis leigázása következtében. Ilyenkor erőik figyelmeztetés nélkül lecsapnak majd céljuk elérésével vissza is vonulnak. Ez többi fajban a zárkózottság, ingatagság, megbízhatatlanság érzését váltotta ki velük szemben. Az eldák alacsonyabbrendűnek tartják a más fajokat. Hajlamosak az önimádatra. A leghatalmasabb Látnokok a jövőt inkább más fajok egymásnak ugrasztása felé terelték, mintsem hogy az eldák keveredjenek csatába. Az egyik legjobb példa erre Eldrad Ulthran Látnok az Ulthwé ( Farseer Eldrad Ulthran of Ulthwé) mestervilágból (mely a Látnok útjára fektet nagyobb hangsúlyt), titokban elősegítette a zavart Ork Warlord Ghazghkull Mag Uruk Thraka hatalomra jutását, aki az Ember Impériumának jelentős ellensége lett.
A Látnokok vezetnek béke és háború idején egyaránt. Kivéve a Biel-tan-on, ott az Ifjú Király Udvaráé a vezető szerep. A csatatéren jövendőmondó hatalmukkal meglátják ellenségeik támadását és mozgását. Bajtársaikat figyelmeztetni tudják a csatatéren hirtelen változásokról.
Míg a harc zavaros feltételei mellett a Warlockok előtt nem tiszta a jövő eseményeinek képe, különösen azoknak, akik már megjárták a Maszk Harcos útját, tisztként szolgálnak a harcban, harcba vezetnek más elda egységeket, segítik a csata általános koordinációját, és jelentős pszichikai erejüket használják fel, hogy támogatást nyújtsanak.
Ahogy a Látnokok öregednek, testük lassan pszichoaktív kristály formáját veszik fel, egy átalakulás melyet a Hipertér kaotikus energiáinak való kitettség okoz. Ha az idő eljött, a Kristálylátnokok Dómjába mennek és előző Látnokok kristálytestéhez csatlakoznak.

### Más ösvények
Míg a Látnok és a harcos a kettő legláthatóbb út, több száz más is létezik. Sok Elda a művészetek eszközeinek tanulmányozását választja életútjaként, míg mások a tudományoknak, technikájuk finomhangolásának szentelik magukat. Ezek az utak, ugyanolyan fontosak az Elda túléléséhez mint a többi, sokkal szerteágazóbbak és kevésbé keresettebbek mint a Látnok és harcos útja. Megjegyzendő ilyesfajta utak közül a Bonesinger, kik a Mestervilágok pszichoaktiv lidércsont szerkezetét javítják. A Marinerek ösvénye szintén említésre méltó, kik űrhajók legénységének kiképzésével foglalkoznak.

## Az Elda istenek
A elda panteon Slaanesh születésével megsemmisültnek tekinthető. Míg az elda tiszteli és megbecsüli isteneiket, megőrzik történeteiket mitikus köreikben, segítségükért, beavatkozásukért nem hívják már őket.
Egy prófécia elmondása szerint az elda istenek visszatérnek és együttes erővel elpusztítják Slaanesht. Az, hogy ez csupán egy mítosz-e, kérdéses marad.
Az elda panteon és a Görög Kelta mitológia aspektusai között fellelhető egyezőség. Feltételezhető, hogy a Games Workshop Warhammer 40 000 univerzum készítői súlyosan visszanyúltak erre a tényre amikor az elda fajt és mitikus köreiket készítették.
A legújabb elgondolások napvilágra hozták, hogy számos radikális Inkvizítor írása szerint az Old Ones mitikus faja és az elda istenségek egy és ugyanaz.
Továbbá az eldákon belül léteznek bizonyos szekták, akik felekezetüket tekintve monoteisták.
- Kaela Mensha Khaine, God of War (Kaela Mensha Khaine, A Háború Istene )

Kaela Mensha Khaine az egyike a két túlélő elda istennek. A régi panteonban, Asuryan után a második legerősebb volt hatalmát tekintve, gyakran Vaul ellenségeként mutatják. A legerőszakosabb és legvakmerőbb az istenek közül. Asuryant annyira megrázta a halandó Eldanesh Khaine általi halála, hogy elátkozta őt, kezéről az idők végezetéig Eldanesh vére folyjon és emlékezzen mindenki arra, amit tett.
Az eldák szerint amikor Slaanesh felébredt, minden istent sorban megölt. Míg a többieket felfalta, Khaine felvette hatalmas kardját és inkább megküzdött vele. Khaine nem volt elég erős hogy elpusztítsa Slaanesh-t, de a vereséghez túl hatalmas volt. Így lesújtottak rá, és szilánkokra hasadt.
A darabok Khaine Avatarjai, minden Mestervilág közepében megtalálhatóak. A kétségbeesés idején az eldák feléleszthetnek egy Avatart egy exarchájuk feláldozásával. Khaine Avatarjai toronymagas szörnyetegek vasbőrrel és folyékony lávamaggal, kezükről, Khaine-hez hasonlóan folyamatosan folyik a vér.
„Kaela Mensha” gyakorlatilag nem a nevének egy része, hanem titulusa amit visel. Fordítása 'véres-kezű', utalva Eldanesh vérére.
- Cegorach, the Laughing God, God of the Harlequins (Cegorach , A Nevető Isten, A Harlequinek Istene)

Cegorach, A Nevető Isten a panteon másik túlélője a panteon trükközője és művésze volt, így a Harlequin társulat istene. Mikor a többi isten megsemmisült, Cegorach elmenekült Slaanesh elől , míg Khaine harcba nem keveredett vele. Kihasználva az alkalmat elmenekült a Hiperhálóban, állítólag annak titkos útjait csak ő ismervén. A Harlequinek mestere az egyetlen, ki eredeti formájában megmaradt.
- Asuryan, the Phoenix King of the Gods (Asuryan, Az Istenek Főnix Királya)

Néha Főnix Királyként ismeretes, Asuryan volt az Elda istenek panteonjának királya. Míg a mitikus körök elmondása szerint hatalmat gyakorolt a többi istenség fölött, Slaanesh őt is felfalta. Gyakran fő szimbólumaival, tűz és fény képében ábrázolják.
- Isha, Goddess of Harvest (Isha a Betakarítás Istennője)

Az Elda faj anyja, Isha, több aspektus miatt is termékenységi istennő. Khaine egy időre börtönbe zárta, míg Vaul ki nem fizette a váltságdíjat. Gyakran sírva látni képeken, szimbóluma egy könnyes szem, szimbolikusan a tőle elszakított halandó gyermekei okozta fájdalma miatt. Elmondások szerint könnyeit Vaul rúnákba formálta, hogy gyermekeivel kommunikálni tudjon.
- Vaul, God of the Forges (Vaul, a Kovácsisten)

Vaul egyik központi istene a panteonnak, Khaine ellensége. Kurnous és Isha szabadságának megfizetése érdekében Khaine 100 kardot követelt Vaultól. Az utolsó pengét nem tudta elkészíteni, így egy halandó fegyvert kevert közéjük. Ez annyi időre megtévesztette Khaine, mely elég volt Isha és Kurnous szabadulására, de mikor a trükkről lehullt a fátyol, üvöltött a bosszúvágytól. Vaul legyártotta az utolsó kardot, Anarist a Hajnalfényt (Anaris The Dawnlight) és harcba szállt vele Khaine ellen. Bár a leghatalmasabb volt a kardok között, Khaine volt a jobb harcos és megnyomorította Vault. A kovácsot gyakran üllőjéhez láncolva mutatják, büntetésében amit Khaine kiszabott rá.
- Y'nnead, God of the Dead (Y'nnead, A Halottak Istene)

Y'nnead, a születő Halottak Istene, nem része az Eldain pantheonnak. Összeolvadása az Végtelen Körforgásban lévő elda lelkeknek, melyet lassan öntudatra ébresztenek a Mestervilágok Infinity Circuitjeiben azzal a reménnyel, hogy egy nap felveszik a harcot Slaanesh ellen a Hipertérben. Ő az eldák újbóli felemelkedésének utolsó esélye, de ahogy Eldrad Látnok szól, ez több ezer, ha nem millió évbe telhet, mire már minden remény tovaszáll.

### Más istenek
- Kurnous, God of Hunt (Kurnous, a Vadászat Istene) – Az elda faj atyja, Isha társa. Gyakran ebek, sólymok és más zsákmányejtő társaságában látható. Khaine őt is bebörtönözte.
- Lileath (Lilcarth néven is ismert) A Hajadon, Álmok Istennője
- Morai-heg the Crone, (Morai-heg a Vénasszony), Lelkek/Sorsok Istene
- Gia – Néha Khaine és Asuryan neve